# Phó Thủ tướng Ý
Phó Thủ tướng Ý, tên chính thức Phó Chủ tịch Hội đồng Bộ trưởng Cộng hòa Ý (tiếng Ý: Vicepresidente del Consiglio dei ministri della Repubblica Italiana), là thành viên cấp cao của nội các Ý. Chức vụ Phó Thủ tướng không phải là một vị trí cố định, chỉ tồn tại theo quyết định của Thủ tướng, chức vụ Phó Thủ tướng thường kiêm nhiệm bộ trưởng Nội các cụ thể. Chức vụ hiện đang được thiết lập bởi Luigi Di Maio và Matteo Salvini, dưới sự lãnh đạo của Giuseppe Conte.
Không giống như các chức vụ tương tự ở một số quốc gia khác, chẳng hạn như phó Tổng thống, Phó Thủ tướng Ý không có quyền hạn hiến pháp đặc biệt như vậy, mặc dù sẽ luôn có trách nhiệm cụ thể trong chính phủ. Chức vụ không đảm nhận nhiệm vụ và quyền hạn của Thủ tướng trong trường hợp vắng mặt, bệnh tật hoặc tử vong, chẳng hạn như các quyền giải tán quốc hội, bổ nhiệm các bộ trưởng hoặc báo cáo với Tổng thống Cộng hòa.
Chức vụ không tự động thành Thủ tướng, nếu sau này bị mất khả năng hoặc từ chức khỏi sự lãnh đạo của đảng chính trị. Tuy nhiên, trong thực tế, việc chỉ định ai đó vào vai trò của Phó Thủ tướng có thể cung cấp tình trạng thực tế bổ sung trong nội các, cho phép thực hiện de facto, nếu không de jure, quyền lực.
Trong một chính phủ liên minh, như Enrico Letta Đại liên minh Nội các Letta giữa đảng Dân chủ và Nhân dân Tự do (PDL), việc bổ nhiệm thư ký của đảng nhỏ hơn (trong trường hợp năm 2014, Angelino Alfano, thư ký của PDL) như Phó Thủ tướng được thực hiện để trao cho người đó quyền hạn hơn trong nội các để thực thi chương trình nghị sự đã được thống nhất của liên minh.

## Danh sách Phó Thủ tướng
Đảng
- 1946–1994:

      Đảng Tự do
      Đảng Cộng hòa
      Đảng Dân chủ Xã hội chủ nghĩa
      Đảng Dân chủ Thiên chúa
      Đảng Xã hội chủ nghĩa
- Từ 1994:

      Lega Nord
      Liên minh Quốc gia
      Đảng Dân chủ Cánh tả
      Đảng Nhân dân
      Liên minh Thiên chúa và Dân chủ trung tâm
      Forza Italia
      Đảng Dân chủ
      Trung hữu mới
      Phong trào 5 sao
| Chân dung                 | Chân dung                 | Name (Sinh - Mất)                | Nhiệm kỳ   | Nhiệm kỳ   | Đảng                                     | Thủ tướng | Thủ tướng         |
| ------------------------- | ------------------------- | -------------------------------- | ---------- | ---------- | ---------------------------------------- | --------- | ----------------- |
|                           |                           | Luigi Einaudi (1874–1961)        | 1/1/1947   | 24/5/1948  | Đảng Tự do                               |           | Alcide De Gasperi |
|                           |                           | Randolfo Pacciardi (1899–1991)   | 1/1/1947   | 24/5/1948  | Đảng Cộng hòa                            |           | Alcide De Gasperi |
|                           |                           | Giuseppe Saragat (1898–1988)     | 1/1/1947   | 24/5/1948  | Đảng Dân chủ Xã hội                      |           | Alcide De Gasperi |
|                           |                           | Attilio Piccioni (1892–1976)     | 24/5/1948  | 27/1/1950  | Đảng Dân chủ Thiên chúa                  |           | Alcide De Gasperi |
|                           |                           | Giovanni Porzio (1873–1962)      | 24/5/1948  | 27/1/1950  | Đảng Tự do                               |           | Alcide De Gasperi |
|                           |                           | Giuseppe Saragat (1898–1988)     | 24/5/1948  | 27/1/1950  | Đảng Dân chủ Xã hội                      |           | Alcide De Gasperi |
| "Chức vụ không thiết lập" | "Chức vụ không thiết lập" | "Chức vụ không thiết lập"        | 1950–1951  | 1950–1951  |                                          |           | Alcide De Gasperi |
|                           |                           | Attilio Piccioni (1892–1976)     | 26/7/1951  | 17 /8/1953 | Đảng Dân chủ Thiên chúa                  |           | Alcide De Gasperi |
| "Chức vụ không thiết lập" | "Chức vụ không thiết lập" | "Chức vụ không thiết lập"        | 1953–1954  | 1953–1954  |                                          |           | Giuseppe Pella    |
| "Chức vụ không thiết lập" | "Chức vụ không thiết lập" | "Chức vụ không thiết lập"        | 1953–1954  | 1953–1954  | Amintore Fanfani                         |           |                   |
|                           |                           | Giuseppe Saragat (1898–1988)     | 10/2/ 1954 | 19/5/1957  | Đảng Dân chủ Xã hội                      |           | Mario Scelba      |
|                           | Antonio Segni             | Giuseppe Saragat (1898–1988)     | 10/2/ 1954 | 19/5/1957  | Đảng Dân chủ Xã hội                      |           |                   |
|                           |                           | Giuseppe Pella (1902–1981)       | 19/5/1957  | 1/7/1958   | Đảng Dân chủ Thiên chúa                  |           | Adone Zoli        |
|                           |                           | Antonio Segni (1891–1972)        | 1/7/1958   | 15/2/ 1959 | Đảng Dân chủ Thiên chúa                  |           | Amintore Fanfani  |
| "Chức vụ không thiết lập" | "Chức vụ không thiết lập" | "Chức vụ không thiết lập"        | 1959–1960  | 1959–1960  |                                          |           | Antonio Segni     |
| "Chức vụ không thiết lập" | "Chức vụ không thiết lập" | "Chức vụ không thiết lập"        | 1959–1960  | 1959–1960  | Fernando Tambroni                        |           |                   |
|                           |                           | Attilio Piccioni (1892–1976)     | 26/7/1960  | 4/12/1963  | Đảng Dân chủ Thiên chúa                  |           | Amintore Fanfani  |
|                           | Giovanni Leone            | Attilio Piccioni (1892–1976)     | 26/7/1960  | 4/12/1963  | Đảng Dân chủ Thiên chúa                  |           |                   |
|                           |                           | Pietro Nenni (1891–1980)         | 4/12/1963  | 24/6/1968  | Đảng Xã hội chủ nghĩa                    |           | Aldo Moro         |
| "Chức vụ không thiết lập" | "Chức vụ không thiết lập" | "Chức vụ không thiết lập"        | 6–12/1968  | 6–12/1968  |                                          |           | Giovanni Leone    |
|                           |                           | Francesco De Martino (1907–2002) | 12/12/1968 | 5 /8/1969  | Đảng Xã hội chủ nghĩa                    |           | Mariano Rumor     |
|                           |                           | Paolo Emilio Taviani (1912–2001) | 5 /8/1968  | 27/3/ 1970 | Đảng Dân chủ Thiên chúa                  |           | Mariano Rumor     |
|                           |                           | Francesco De Martino (1907–2002) | 27/3/ 1970 | 17/2/ 1972 | Đảng Xã hội chủ nghĩa                    |           | Emilio Colombo    |
| "Chức vụ không thiết lập" | "Chức vụ không thiết lập" | "Chức vụ không thiết lập"        | 2–6/1972   | 2–6/1972   |                                          |           | Giulio Andreotti  |
|                           |                           | Mario Tanassi (1916–2007)        | 26/6/1972  | 7/7/1973   | Đảng Dân chủ Xã hội                      |           | Giulio Andreotti  |
| "Chức vụ không thiết lập" | "Chức vụ không thiết lập" | "Chức vụ không thiết lập"        | 1973–1974  | 1973–1974  |                                          |           | Mariano Rumor     |
|                           |                           | Ugo La Malfa (1903–1979)         | 23/11/1974 | 12/2/ 1976 | Đảng Cộng hòa                            |           | Aldo Moro         |
| "Chức vụ không thiết lập" | "Chức vụ không thiết lập" | "Chức vụ không thiết lập"        | 1976–1979  | 1976–1979  |                                          |           | Giulio Andreotti  |
|                           |                           | Ugo La Malfa (1903–1979)         | 20/3/ 1979 | 26/3/ 1979 | Đảng Cộng hòa                            |           | Giulio Andreotti  |
| "Chức vụ không thiết lập" | "Chức vụ không thiết lập" | "Chức vụ không thiết lập"        | 1979–1983  | 1979–1983  |                                          |           | Francesco Cossiga |
| "Chức vụ không thiết lập" | "Chức vụ không thiết lập" | "Chức vụ không thiết lập"        | 1979–1983  | 1979–1983  | Arnaldo Forlani                          |           |                   |
| "Chức vụ không thiết lập" | "Chức vụ không thiết lập" | "Chức vụ không thiết lập"        | 1979–1983  | 1979–1983  | Giovanni Spadolini                       |           |                   |
| "Chức vụ không thiết lập" | "Chức vụ không thiết lập" | "Chức vụ không thiết lập"        | 1979–1983  | 1979–1983  | Amintore Fanfani                         |           |                   |
|                           |                           | Arnaldo Forlani (1925–)          | 4 /8/1983  | 17/4/ 1987 | Đảng Dân chủ Thiên chúa                  |           | Bettino Craxi     |
| "Chức vụ không thiết lập" | "Chức vụ không thiết lập" | "Chức vụ không thiết lập"        | 4–7/1987   | 4–7/1987   |                                          |           | Amintore Fanfani  |
|                           |                           | Giuliano Amato (1938–)           | 28/7/1987  | 13/4/ 1988 | Đảng Xã hội chủ nghĩa                    |           | Giovanni Goria    |
|                           |                           | Gianni De Michelis (1940–)       | 13/4/ 1988 | 22/7/1989  | Đảng Xã hội chủ nghĩa                    |           | Ciriaco De Mita   |
|                           |                           | Claudio Martelli (1943–)         | 22/7/1989  | 28/6/1992  | Đảng Xã hội chủ nghĩa                    |           | Giulio Andreotti  |
| "Chức vụ không thiết lập" | "Chức vụ không thiết lập" | "Chức vụ không thiết lập"        | 1992–1994  | 1992–1994  |                                          |           | Giuliano Amato    |
| "Chức vụ không thiết lập" | "Chức vụ không thiết lập" | "Chức vụ không thiết lập"        | 1992–1994  | 1992–1994  | Carlo Azeglio Ciampi                     |           |                   |
|                           |                           | Roberto Maroni (1955–)           | 10/5/1994  | 17/1/1995  | Lega Nord                                |           | Silvio Berlusconi |
|                           |                           | Giuseppe Tatarella (1935–1999)   | 10/5/1994  | 17/1/1995  | Liên minh Quốc gia                       |           | Silvio Berlusconi |
| "Chức vụ không thiết lập" | "Chức vụ không thiết lập" | "Chức vụ không thiết lập"        | 1995–1996  | 1995–1996  |                                          |           | Lamberto Dini     |
|                           |                           | Walter Veltroni (1955–)          | 17/5/1996  | 21/10/1998 | Đảng Dân chủ Cánh tả                     |           | Romano Prodi      |
|                           |                           | Sergio Mattarella (1941–)        | 21/10/1998 | 22/12/1999 | Italian People's Party                   |           | Massimo D'Alema   |
| "Chức vụ không thiết lập" | "Chức vụ không thiết lập" | "Chức vụ không thiết lập"        | 1999–2001  | 1999–2001  |                                          |           | Massimo D'Alema   |
| "Chức vụ không thiết lập" | "Chức vụ không thiết lập" | "Chức vụ không thiết lập"        | 1999–2001  | 1999–2001  | Giuliano Amato                           |           |                   |
|                           |                           | Gianfranco Fini (1952–)          | 11/6/2001  | 23/4/ 2005 | Liên minh Quốc gia                       |           | Silvio Berlusconi |
|                           |                           | Marco Follini (1954–)            | 11/6/2001  | 23/4/ 2005 | Union of Christians and Centre Democrats |           | Silvio Berlusconi |
|                           |                           | Gianfranco Fini (1952–)          | 23/4/ 2005 | 17/5/2006  | Liên minh Quốc gia                       |           | Silvio Berlusconi |
|                           |                           | Giulio Tremonti (1947–)          | 23/4/ 2005 | 17/5/2006  | Forza Italia                             |           | Silvio Berlusconi |
|                           |                           | Massimo D'Alema (1949–)          | 17/5/2006  | 8/5/2008   | Đảng Dân chủ                             |           | Romano Prodi      |
|                           |                           | Francesco Rutelli (1954–)        | 17/5/2006  | 8/5/2008   | Đảng Dân chủ                             |           | Romano Prodi      |
| "Chức vụ không thiết lập" | "Chức vụ không thiết lập" | "Chức vụ không thiết lập"        | 2008–2013  | 2008–2013  |                                          |           | Silvio Berlusconi |
| "Chức vụ không thiết lập" | "Chức vụ không thiết lập" | "Chức vụ không thiết lập"        | 2008–2013  | 2008–2013  | Mario Monti                              |           |                   |
|                           |                           | Angelino Alfano (1970–)          | 28/4/ 2013 | 22/2/ 2014 | Trung hữu mới                            |           | Enrico Letta      |
| "Chức vụ không thiết lập" | "Chức vụ không thiết lập" | "Chức vụ không thiết lập"        | 2014–2018  | 2014–2018  |                                          |           | Matteo Renzi      |
| "Chức vụ không thiết lập" | "Chức vụ không thiết lập" | "Chức vụ không thiết lập"        | 2014–2018  | 2014–2018  | Paolo Gentiloni                          |           |                   |
|                           |                           | Matteo Salvini (1973–)           | 1/6/2018   | 5/9/2019   | Lega Nord                                |           | Giuseppe Conte    |
|                           |                           | Luigi Di Maio (1986–)            | 1/6/2018   | 5/9/2019   | Phong trào 5 sao                         |           | Giuseppe Conte    |